# Sete Lagoas
Sete Lagoas là một đô thị thuộc bang Minas Gerais, Brasil. Đô thị này có diện tích 537,476 km², dân số năm 2007 là 221764 người, mật độ 400,1 người/km².